# Angelica mexicana
Angelica mexicana là một loài thực vật có hoa trong họ Hoa tán. Loài này được Vatke mô tả khoa học đầu tiên năm 1877.